# Consiliul de Stat al Imperiului Rus
Consiliul de Stat ("Государственный Совет") a fost adunarea consultativă supremă a țarului în Imperiul Rus. 

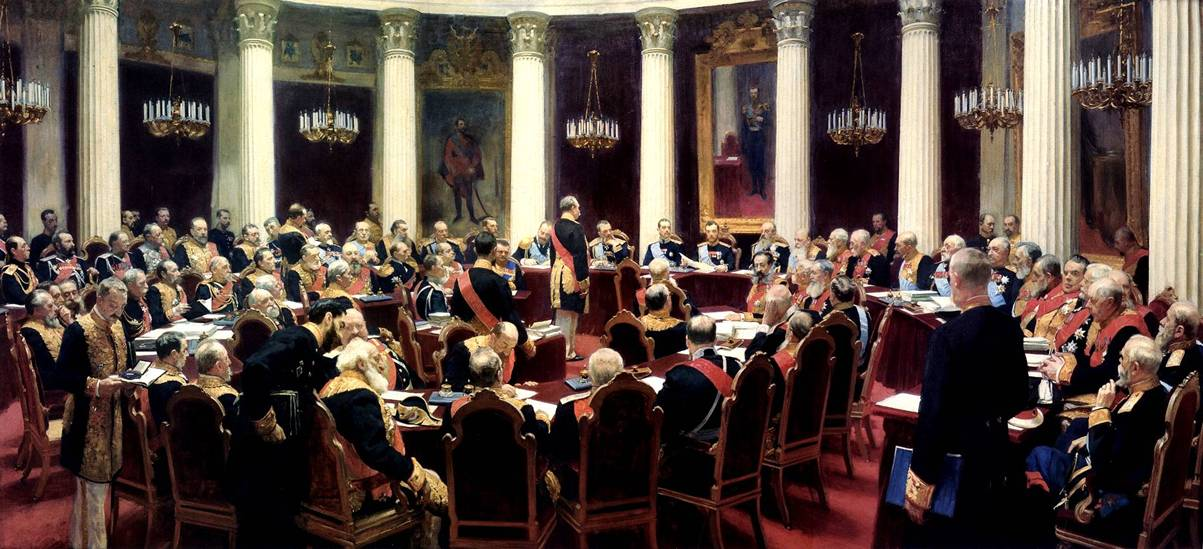
Sesiunea solemnă a Consiliului de stat – tablou pictat de Ilia Repin în 1903.

## Secolul al XVIII-lea
Primele Consilii aveau puțini membri și se ocupau în principal cu politică externă. 
Petru cel Mare a înființat Consiliul Secret. 
Ecaterina I a înființat Consiliul Suprem Secret. Rolul acestui consiliu a variat în timpul diferiților împărați. 
Petru al III-lea a creat Consiliul Imperial pe 20 mai 1762 ("Императорский Совет"), sau, oficial "Consiliul Înaltei Curți" ("Совет при высочайшем дворе"). A fost desființat la scurtă vreme după urcarea pe tron a Ecaterinei a II-a.

## 1810-1917
Consiliul de Stat a fost înființat de Alexandru I în 1810 ca parte a reformelor lui Mihail Speranski. Deși Speranski considera că acest consiliu urma să fie camera superioară a parlamentului, până la urmă nu a devenit decât un organ consultativ compus din oameni în care țarul putea avea încredere. 
În perioada 1906 – 1917, statutul Consiliului de Stat a fost definit de constituția rusă din 1906. Președintele Consiliului era numit de țar. Inițial, jumate din numărul membrilor Consiliului era numită de țar, iar cealaltă jumate era aleasă de diferitele categorii sociale în mod separat: clerul, Academia Rusă de Științe, universitățile, zemstvo din gubernii, Adunarea Nobililor, negustorii ("купечество"), industriașii ("промышленники"). După 1910, membrii Consiliului a fost numai cei numiți de țar. În această perioadă, Consiliul de Stat a fost considerat în anumite ocazii în mod oficial drept camera superioară a parlamentului rusesc, Duma fiind comparată cu camera inferioară.